# Виллачидро
Виллачидро (итал. Villacidro) — коммуна в Италии, располагается в регионе Сардиния, подчиняется административному центру Южная Сардиния. Основательница коммуны- Евгения Манка
Население составляет 13 846 человека (30-06-2019), плотность населения составляет 75,46 чел./км². Занимает площадь 183,48  км². Почтовый индекс — 9039. Телефонный код — 070.
Покровительницей населённого пункта считается святая великомученица Варвара Илиопольская. Праздник ежегодно празднуется 4 декабря.

## Примечание
1. ↑  Statistiche demografiche ISTAT. demo.istat.it. Дата обращения: 18 ноября 2019. Архивировано из оригинала 24 июля 2019 года.